# Rey Baltasar

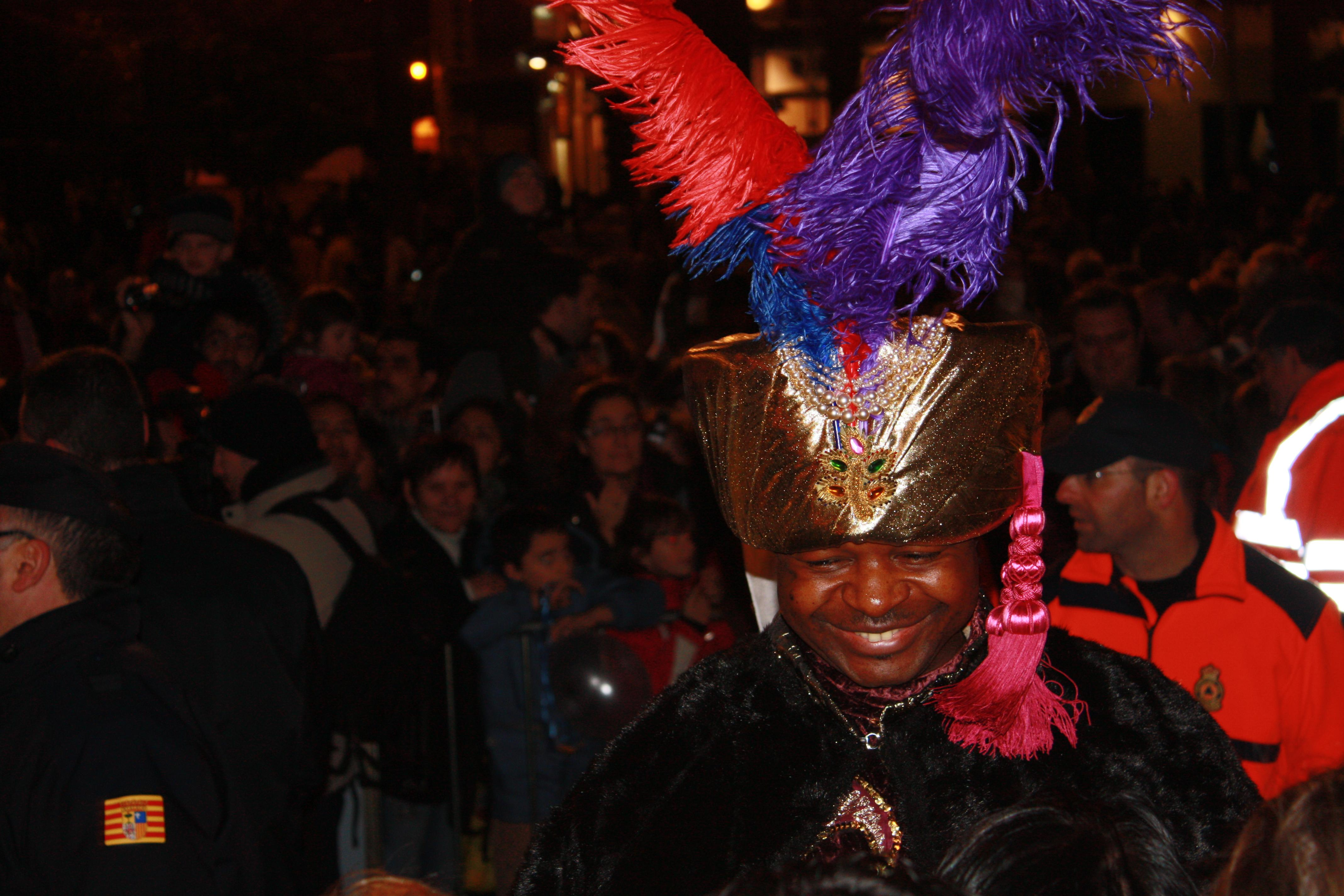
El rey Baltasar en la cabalgata 2009 en Zaragoza

Baltasar es el nombre con que se ha identificado tradicionalmente a uno de los tres Reyes Magos que adoraron al Niño Jesús. Tradicionalmente, la Iglesia católica conmemora su festividad el 6 de enero.

## Biblia y tradición

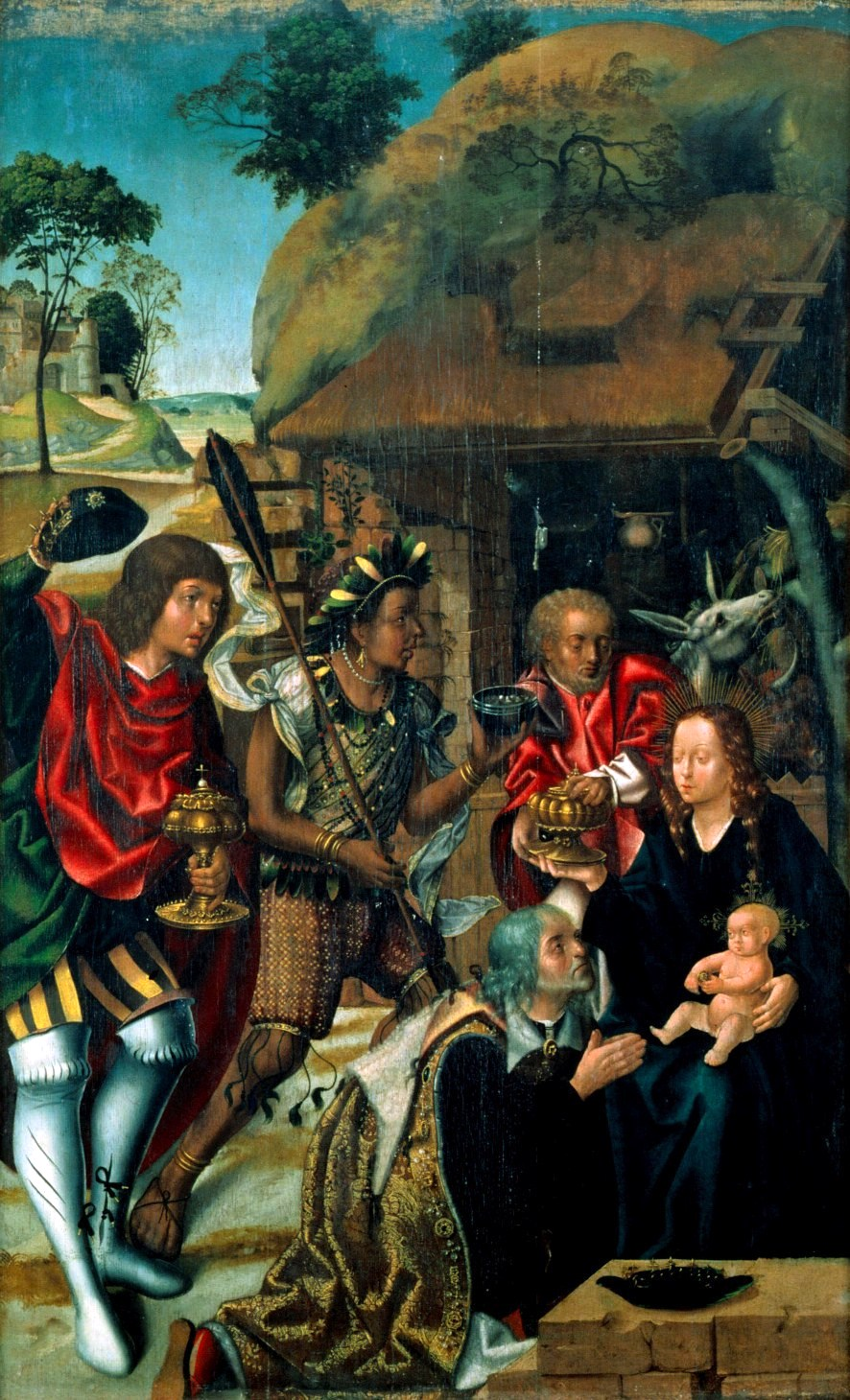
Adoración de los Reyes Magos,. Museo Nacional Grão Vasco de Viseo, Portugal.

El Evangelio de Mateo habla de magos de Oriente (Mateo 2:1). No da los nombres de los magos, ni dice que fuesen reyes, ni cuántos eran. Sus nombres tradicionales (Melchor, Gaspar y Baltasar) se considera que provienen de un manuscrito griego del 500 d. C. traducido al latín. En el manuscrito original, el tercero es llamado Bithisarea, lo que luego derivó en Baltasar.
Para Benedicto XVI el término mago (mágoi) puede hacer referencia a que pertenecían a la casta sacerdotal persa o puede hacer referencia a una persona dotada de saber y de poderes sobrenaturales. Su condición de reyes se debe a interpretaciones del Salmo 72:10 y de Isaías 60.
Baltasar es también el nombre de un rey de Babilonia del siglo VI a. C. Significa 'Baal ha protegido al reino'. Este rey es mencionado en el capítulo 5 del Libro de Daniel.
Los magos siguieron la estrella de Belén primero al palacio de Herodes el Grande, que les dijo que regresasen a él cuando hubiesen encontrado al mesías nacido (Mateo 2:11). Cuando llegaron al pesebre donde estaba Jesús le dieron como regalos oro, incienso y mirra. La mirra es un bálsamo muy caro en la época que también está presente tras la crucifixión, ya que Nicodemo lo trajo para el enterramiento de Jesús (Juan 19:39). La tradición dice que Baltasar era el portador de la mirra.
Los magos de oriente, avisados en sueños de que no avisasen a Herodes de su hallazgo, volvieron por otro camino (Mateo 2:12).

### Representaciones
La primera representación de tres magos de Oriente probablemente sea una del siglo III que hay en las catacumbas de Priscila, en Roma. En las catacumbas de Marcelino y Pedro aparecen dos magos y en las catacumbas de Domitila cuatro.
En las primeras representaciones artísticas Baltasar era representado como un hombre blanco. En un texto del siglo VIII atribuido de forma dudosa a Beda, se le describe como «un rey oscuro, de barba completa». Del siglo XIII en adelante, fue representado con sirvientes africanos negros. Baltasar fue representado por primera vez como un africano negro en el siglo XV, en el arte renacentista europeo. El aumento de las representaciones de Baltasar como un hombre negro del siglo XV en adelante coincidieron con el tráfico de esclavos africanos en el Atlántico.
En el Museo Nacional Grão Vasco de la ciudad portuguesa de Viseo, hay una pintura de hacia 1505 que lo presenta como un indígena brasileño tupinambá.

## En la ficción
El rey Baltasar ha sido representado en la ficción numerosas veces. Aparece en películas como Mensajeros de paz (1957) de José María Elorrieta, El cuarto rey (1997) de Stefano Reali, Reyes contra Santa (2022) de Paco Caballero o Los Reyes Magos: La verdad (2022) de Víctor García León. 
El cine de animación también ha contado la historia de los Reyes Magos en largometrajes como Los 3 Reyes Magos (1976) dirigida por Fernando Ruíz y Adolfo Torres o Los Reyes Magos (2003) dirigida por Antonio Navarro.
En la literatura ha sido representado en relatos breves como Los Magos (1898) de Emilia Pardo Bazán o La adoración de los Reyes (1908) de Ramón María del Valle-Inclán.